# Ноццолини, Владимир Иосифович
Владимир Иосифович Ноццолини (1884—1919) — поручик 9-го драгунского Казанского полка, герой Первой мировой войны.

## Биография
Православный. Сын итальянского подданного Иосифа Карловича Ноццолини. Выдержал экзамен на аттестат зрелости при Златопольской гимназии.
В 1907 году окончил Елисаветградское кавалерийское училище, откуда выпущен был корнетом в 18-й драгунский Клястяцкий полк. 19 декабря 1908 года вышел в запас армейской кавалерии по Киевскому уезду.
30 апреля 1912 года определен на службу в 9-й драгунский Казанский полк, в рядах которого и вступил в Первую мировую войну. Произведен в поручики 18 января 1915 года «за выслугу лет». Удостоен ордена Св. Георгия 4-й степени
За то, что в бою 25 сентября 1915 года у д. Джурин, когда австрийцы накопившись у южного склона высоты 370, перешли в наступление силами не менее 2-х батальонов и потеснили левый фланг 4-го пограничного Заамурского пехотного полка, угрожая охватом левого фланга расположения всего полка, то для противодействия дальнейшего развития успеха противника, в конную атаку был брошен в первую голову эскадрон под командой поручика Ноццолини, который, под непрерывным ружейным, пулеметным и ураганным артиллерийским огнем, жертвуя собою, дошел до цепей противника, изрубил две передовые цепи и обратил в бегство задние цепи противника; лихой конной атакой вывел части 4-го полка из тяжелого положения и дал возможность потесненным ротам не только восстановить прежнее положение, но и самим перейти в атаку и тем закрепить за нами высоту 370, которая являлась важным тактическим ключем этой позиции.
Умер от тифа в Ростове-на-Дону 1919 году. Был женат.

## Награды
- Орден Святой Анны 4-й ст. с надписью «за храбрость» (ВП 2.04.1915)
- Орден Святой Анны 3-й ст. с мечами и бантом (ВП 27.05.1916)
- Орден Святого Станислава 3-й ст. с мечами и бантом (ВП 3.06.1916)
- Орден Святого Георгия 4-й ст. (ВП 11.09.1916)